# Otho

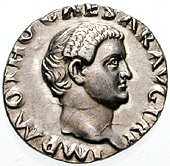
Porträt Othos auf einer zeitgenössischen Münze

Marcus Salvius Otho (* 28. April 32 in Ferentium; † 16. April 69 in Brixellum) war vom 15. Januar 69 bis zu seinem Tod drei Monate später römischer Kaiser. Er war einer der vier Kaiser des (ersten) Vierkaiserjahres 69.
Nach Neros Suizid  wurde Galba römischer Kaiser, den Otho durch die Prätorianergarde am 15. Januar 69 töten ließ. Nach dem Mord ließ Otho sich vom Senat zum Kaiser ernennen. Er orientierte sich politisch an Nero, unter dem er zehn Jahre lang in Lusitanien als Statthalter regiert hatte. Er hob die gegen Nero verhängte damnatio memoriae auf, ließ den Prätorianerpräfekten Tigellinus töten, der Nero verraten hatte und hob ehemalige Anhänger Neros wieder in Ämter.
Der niedergermanische Statthalter Vitellius wollte sich mit der Hilfe seiner Truppen auch zum Kaiser machen lassen. Otho versuchte mit Verhandlungen Vitellius aufzuhalten, was jedoch scheiterte. Vitellius lehnte das Angebot ab, Mitregent zu werden, und es kam zum Krieg. Obwohl Othos Truppen die ersten kleineren Schlachten gewannen, besiegte Vitellius die Armee Othos in der (ersten) Schlacht von Bedriacum. Daraufhin beging Otho Suizid. Wenig später wurde Vitellius zum römischen Kaiser erhoben.

## Leben

### Familie
Die Familie Othos stammte aus dem südetruskischen Ferentium. Sein Großvater Marcus Salvius Otho gehörte ursprünglich dem Ritterstand an und wurde als erster der Familie in den Senat aufgenommen. Durch Förderung der Livia wurde er 8 v. Chr. Münzmeister und später Prätor. Dessen Sohn, Othos Vater Lucius Salvius Otho, wurde im Jahr 33 Suffektkonsul, unter Caligula und Claudius Statthalter der Provinzen Africa und Dalmatia. Er gehörte den Arvalbrüdern an und wurde von Claudius in den Patrizierstand erhoben. Verheiratet war er mit Albia Terentia, die aus einer ritterlichen Familie stammte.

### Jugend und Aufstieg

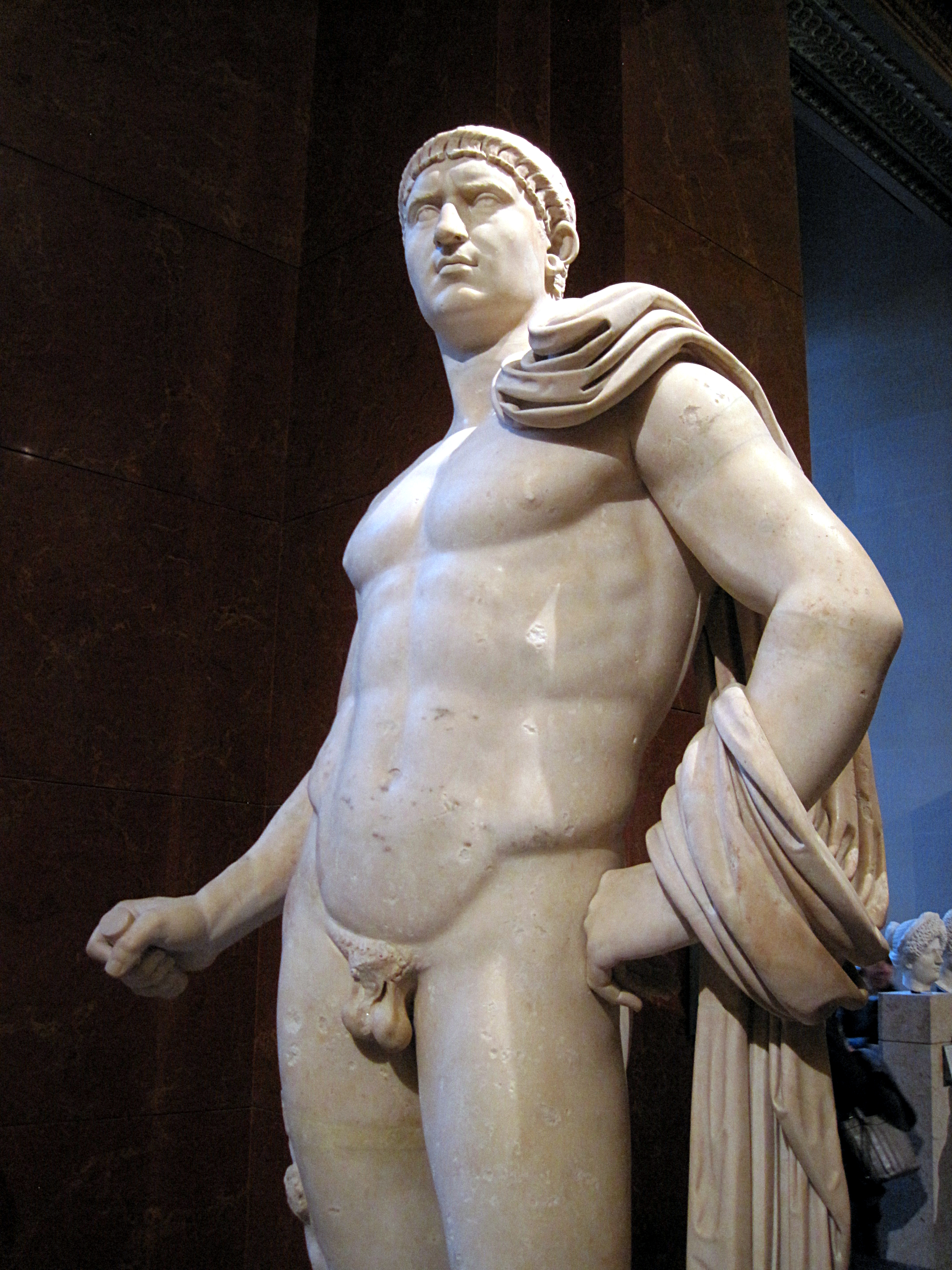
Statue des Kaisers Otho im Louvre (Paris).

Während seiner Jugend pflegte Otho zum Missfallen seines Vaters einen verschwenderischen und leichtfertigen Lebensstil. Durch Neros zeitweilige Geliebte Acte gelangte er Mitte der 50er Jahre in den Kreis um den jungen Kaiser. 58 heiratete Otho die schöne Poppaea Sabina, angeblich auf Betreiben Neros, der sie als Geliebte gewinnen wollte, vielleicht aber auch aus Liebe. Nero empfand ihn jedenfalls bald als Rivalen um Poppaeas Gunst und schickte ihn, obwohl Otho erst die Quästur bekleidet hatte, im Jahr 59 als Statthalter nach Lusitanien, um Poppaea selbst heiraten zu können.
Seine Provinz, in der er zehn Jahre blieb, soll Otho gut verwaltet haben. Als sich Servius Sulpicius Galba, der Statthalter der benachbarten Provinz Hispania Tarraconensis, gegen Nero erhob, unterstützte Otho ihn und ging mit Galba nach Rom. Er machte sich Hoffnungen darauf, vom neuen Kaiser adoptiert und dadurch zum Nachfolger bestimmt zu werden. Galba entschied sich jedoch für Lucius Calpurnius Piso Frugi Licinianus als Nachfolger. Der zurückgesetzte Otho stiftete am 15. Januar 69 die Prätorianergarde an, Galba und Piso zu töten und ihn selbst zum Kaiser auszurufen. Widerwillig erkannte der Senat Otho als Kaiser an.

### Herrschaft
Zur Überraschung aller regierte Otho während seiner kurzen Amtszeit mit erstaunlichem Geschick. Seine Stellung war jedoch von Anfang an nicht unangefochten, denn ungefähr gleichzeitig mit Othos Staatsstreich erhob sich auch der niedergermanische Statthalter Aulus Vitellius zum Kaiser, gestützt auf die Legionen in Germania inferior und Superior und Britannien. Die Provinzen im Osten legten jedoch einen Eid auf Otho als Kaiser ab.
Otho versuchte, an die Herrschaft Neros anzuknüpfen (er führte zeitweilig sogar dessen Namen und hob die damnatio memoriae auf). Er stützte sich vor allem auf die Prätorianer und ehemalige Anhänger Neros, die wieder in Ämter eingesetzt wurden, bis auf den früheren Prätorianerpräfekten Tigellinus, den Otho für den Verrat an Nero hinrichten ließ.
Versuche Othos, die Erhebung des Vitellius durch Verhandlungen zu beenden, scheiterten. Vitellius gab sich nicht mit der angebotenen Rolle eines Mitregenten zufrieden und setzte seine Truppen nach Italien in Marsch. Otho musste zur Verteidigung auf eine inhomogene Streitmacht zurückgreifen, die aus den Prätorianern, 2.000 Gladiatoren und einer aus Flottensoldaten aufgestellten Legion (I Adiutrix) bestand, zu denen eilig herbeigerufene Legionen aus den Donauprovinzen kamen. Sie stellte sich den Truppen des Vitellius in Oberitalien entgegen, wo Otho in Brixellum sein Hauptquartier aufschlug. Seine Truppen waren zunächst in drei kleineren Schlachten erfolgreich, am Fuß der Alpen, bei  Placentia und in der Nähe von Cremona bei einem Ort namens ad Castores.
Am 14. April 69 unterlag Othos Armee in der (ersten) Schlacht von Bedriacum (bei Cremona). Als Otho in Brixellum davon tags darauf erfuhr, erdolchte er sich am nächsten Morgen in seinem Zelt, in der Hoffnung, weiteres Blutvergießen zu verhindern, obwohl seine Umgebung die Niederlage nicht für kriegsentscheidend hielt und weiterkämpfen wollte. Sein Leichnam wurde verbrannt und seine Asche in einem einfachen Grabmal beigesetzt. Aulus Vitellius wurde vom Senat offiziell als Nachfolger anerkannt.

## Antike Bewertungen
Tacitus lässt anklingen, dass Otho sich mit Beginn der Herrschaft nur verstellt habe:

„Wider aller Erwarten gab sich Otho keinen dumpfen Ausschweifungen hin, stellte alle persönlichen Freuden hintan, verbarg seine Liederlichkeit und änderte sein Leben so, wie es der kaiserlichen Stellung gemäß war; umso größere Furcht erregten diese vorgeschobenen Tugenden und die erwartete Rückkehr der Laster.“

Besonders die Umstände von Othos Tod brachten ihm bei der Nachwelt aber auch sehr große Bewunderung ein. Der Biograph Sueton, dessen Vater sich als Militärtribun in der Umgebung Othos aufhielt, berichtet, dass Otho immer wieder seine Abscheu vor dem Bürgerkrieg betont habe. Martial verfasste ein Epigramm auf den Selbstmörder, das mit höchstem Lob nicht geizte und Otho sogar über Cato den Jüngeren, den Heros der ausgehenden Republik, stellte:

„Als der Bürgerkrieg unentschieden tobte und der weichliche Otho noch hätte siegen können, da ersparte er seinem Vaterland allzu großes Blutvergießen und durchbohrte sein Herz mit fester Hand. Caesar muss Cato den Vorrang lassen, doch beide holen Atem, denn in seinem Sterben überragt Otho sie alle beide.“